# Deutscher Afrika-Preis
Der Deutsche Afrika-Preis wird seit 1993 jährlich von der Deutschen Afrika Stiftung e.V. zur Förderung von Frieden, Demokratie, sozialer Marktwirtschaft und Menschenrechten verliehen. Über das eigentliche Förderziel hinaus soll der Deutsche Afrika-Preis in Deutschland zum Verständnis für Afrika und zur Beschäftigung mit Afrika beitragen.

## Preiskategorien
Mit dem Hauptpreis werden herausragende Persönlichkeiten aus Afrika geehrt, die sich um Frieden, Demokratie, Menschenrechte oder nachhaltige Entwicklung verdient gemacht haben.
Darüber hinaus wird der Deutsche Afrika-Preis vergeben
- als Ehrenpreis für deutsche Persönlichkeiten, die sich um Afrika verdient gemacht haben
- als Auszeichnung für besondere Afrika-bezogene Publizistik
- als Förderpreis für afrikanische und nicht-afrikanische Wissenschaftler, deren Diplomarbeiten, Magisterarbeiten, Dissertationen und Habilitationen besonders geeignet sind, die Entwicklung von Wissenschaft, Kultur, Demokratie oder sozialer Marktwirtschaft in Afrika zu fördern.

## Vergabekriterien
Die Vergabe wird durch jährliche Ausschreibung – unter Einschaltung der deutschen Auslandsvertretungen sowie eventuell der Auslandsrepräsentanzen der Sponsoren – angekündigt.
Die Entscheidung über die Preisträger fällt eine unabhängige Jury, der neben Mitgliedern der Deutschen Afrika-Stiftung e.V. Vertreter des Auswärtigen Amtes, des Bundesministeriums für wirtschaftliche Zusammenarbeit und Entwicklung, des Deutschen Industrie- und Handelskammertages, der Deutschen Gesellschaft für Auswärtige Politik, der Stiftung Wissenschaft und Politik und der Deutschen Welle angehören. Darüber hinaus können weitere Jury-Mitglieder von der Kreditanstalt für Wiederaufbau, vom Afrika-Verein e.V. und anderen deutschen politischen Stiftungen benannt werden. Seit 2019 ist Claus Stäcker, Leiter der Afrika-Programme der Deutschen Welle, Präsident der Jury.

## Preisträger
- 1993: Maître Yawovi Agboyibo (Togo)
- 1994: Derek Keys und Trevor Manuel (Südafrika)
- 1995: Peter A ´Nyong´o (Kenia)
- 1995: Brazão Mzula (Mosambik)
- 1996: Elizabeth Kayissan Pognon (Benin)
- 1997: Maître Blondin Beye (Mali)
- 1998: Sir Ketumile Quett Masire (Botswana)
- 1999: Waris Dirie (Somalia)
- 2001: Chenjerai Hove (Simbabwe)
- 2002: Olara A. Otunnu (Uganda)
- 2003: Alpha Omar Konaré (Mali)
- 2004: John Githongo (Kenia)
- 2005: Paul Fokam (Kamerun)
- 2006: Segolame L. Ramotlhwa (Botswana)
- 2007: Francis Appiah (Ghana)
- 2008: Trevor Ncube (Simbabwe)
- 2009: Christiana Thorpe (Sierra Leone)
- 2010: Mohamed Ibn Chambas (Ghana)
- 2011: Abdikadir Hussein Mohamed (Kenia)
- 2012: Marlene Le Roux und Pieter-Dirk Uys (Südafrika)
- 2013: Muhammad Ashafa und James Wuye (Nigeria)
- 2014: Abdel Kader Haidara (Mali)
- 2015: Houcine Abassi (Tunesien)
- 2016: Thuli Madonsela (Südafrika)
- 2017: Nicholas Opiyo (Uganda)
- 2018: Gerald Bigurube (Tansania) und Clovis Razafimalala (Madagaskar)
- 2019: Juliana Rotich (Kenia)
- 2020: Ilwad Elman (Somalia)
- 2021: Daniel Bekele (Äthiopien)
- 2022: Tulio de Oliveira (Südafrika) und Sikhulile Moyo (Botswana)

## Förderpreis
- 2002: Mirka Dreger (zu Benin)[1]
- 2008: Walter Bruchhausen (zu Tansania)[2][3]